# Герліц
Ге́рліц або Ґе́рліц (нім. Görlitzⓘ, в.-луж. Zhorjelc, н.-луж. Zgórjelc) — найсхідніше місто Німеччини, у землі Саксонія. Адміністративний центр однойменного району.
Площа — 67,52 км2. Населення становить 57 422 ос. (станом на липень 2023).
Східна частина міста після Другої світової війни була відділена від Герліца й перебуває зараз в Польщі та називається Згожелець. Кордон утворює річка Ниса-Лужицька.
Місто під час війни не було зруйноване, тож тут зберігся найбільший в Німеччині історичний центр міста. У місті більше 4 000 добре відреставрованих пам'яток архітектури.
Взимку в місті Герліц місцевий час збігається з офіційним, оскільки 15-й меридіан, за яким визначається Центрально-європейський час, пролягає в межах міста.

## Історія
ПІд час археологічних розкопок у межах міста знайшли монети Римської імперії. Після того, як німецькі племена в ході Великого переселення народів в IV-му та V-му століттях покинули район східної Верхньої Лужиці, в VII-му і VIII-му столітті тут поселилися слов'янські племена.
Наприкінці X-го століття майсенський маркграф Геро підкорив слов'ян Верхньої та Нижньої Лужиці і включив їхню територію в Священну Римську імперію. Проте територія довгий час залишалася вогнищем конфлікту між Богемією, Польщею і Священною Римською імперією. Герліц вперше згадується в 1071 році в грамоті короля Генріха IV. Кілька років пізніше територія Верхньої і Нижньої Лужиці в 1075 році як застава і в 1089 році як феод потрапила під владу богемських герцогів і королів, які цим стали володарями міста до 1635 року.

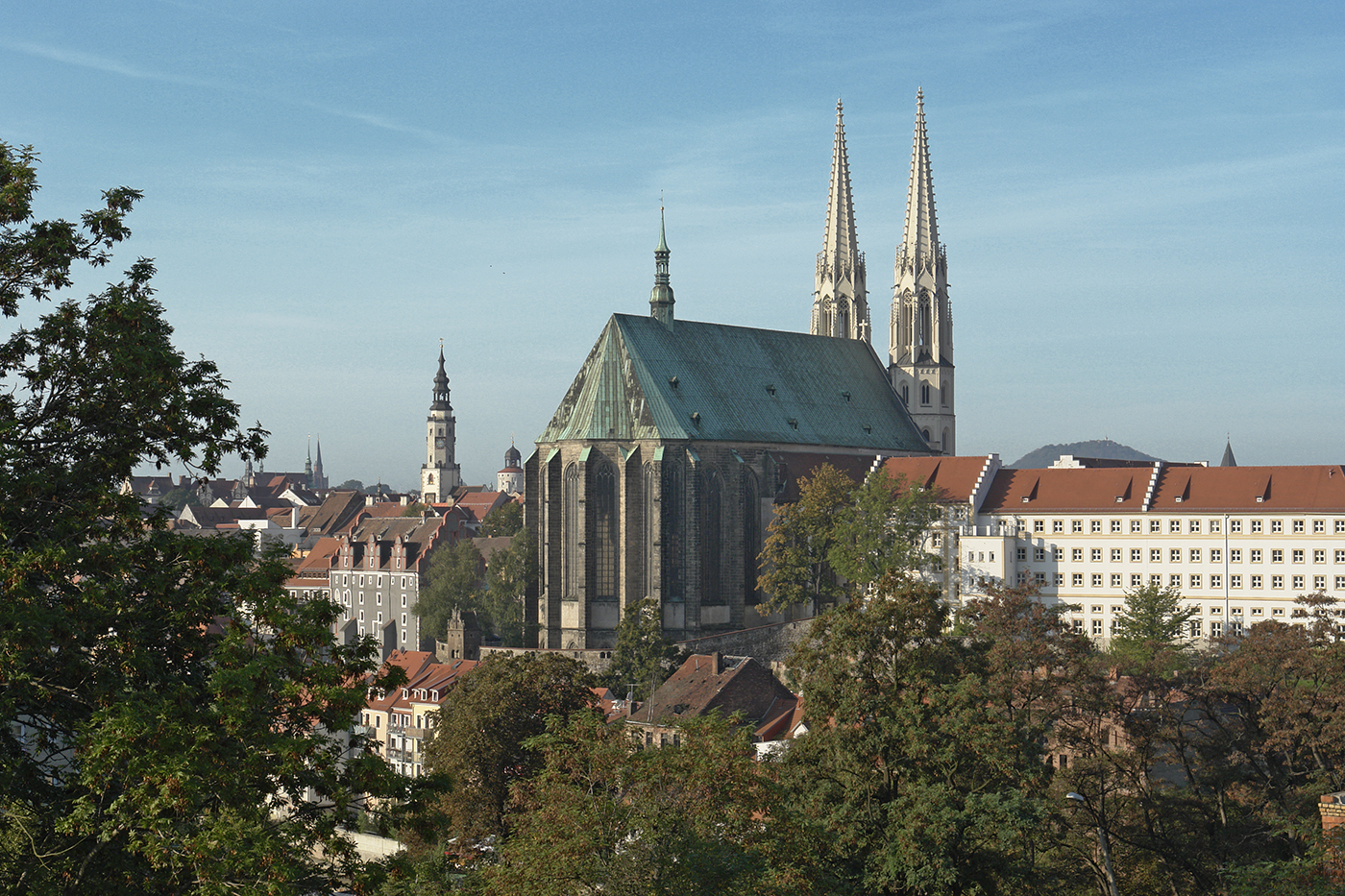
Церква святих Петра і Павла

Під правлінням Асканіїв, які отримали східну частину Верхньої Лужиці разом з містом Герліц в 1253 році у вигляді застави від чеського короля, місто було укріплене і розширене в західному напрямку. В 1303 році Герліц отримав міське право. Після того, як місто було повернуто королю, Іоанн Люксембурзький дозволив поселення євреїв і дав місту кілька привілеїв, у тому числі право на карбування монет. Незабаром місто стало одним з найважливіших торгових міст між Ерфуртом і Бреслау.
Спираючись на економічну силу і королівський привілей 21 серпня 1346 міста Баутцен, Герліц, Циттау, Каменц, Леба та Лаубан заснували Союз шести міст, щоб за дорученням короля богемського і майбутнього німецького імператора Карл IV забезпечити земський мир. Юридично Герліц мало відрізнявся від імперських міст.
З 1377 по 1396 рік місто було столицею герцогства Герліц, яке заснував Карл IV для свого семирічного сина Йоганна фон Герліц. Після його смерті в 1396 році герцогство було скасовано.

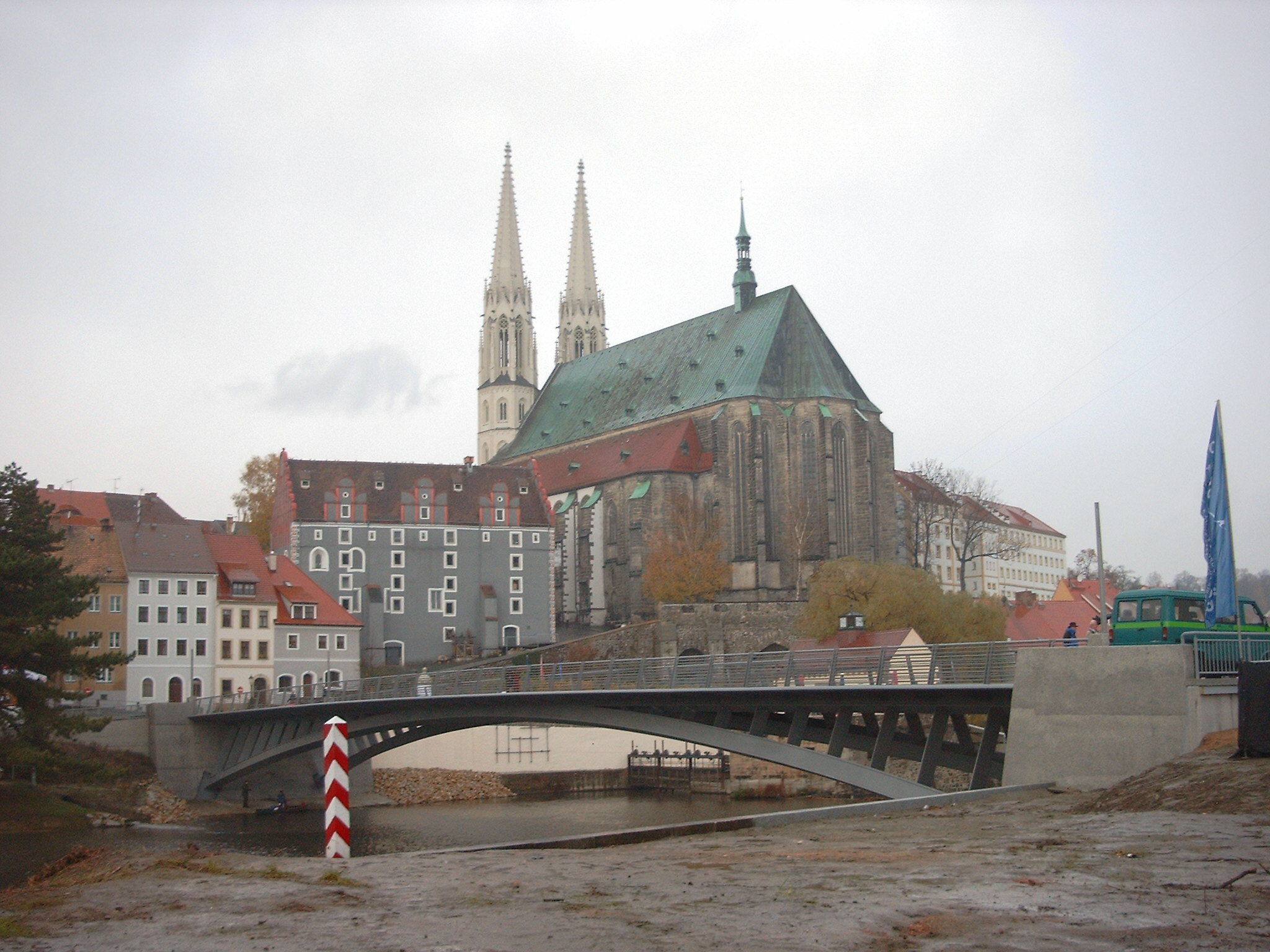
Міст у старій частині Герліца

Під час Гуситських воєн в 1429 році тільки були спалені південні та східні слободи, саме місто не постраждало. У XV столітті місто був залучений в суперечку за чеський престол між Їржі з Подебрад і Матвієм I Корвіном. Згодом розбудову міста було розширено. Під правлінням угорського короля Матвія I Корвіна місто в пізньому XV столітті зазнало період розквіту, що тривав до XVI століття. У цей час були побудовані багато будинків і церкви в стилі пізньої готики та відродження.
У 1635 році Герліц разом з Верхньої Лужицею взамін за борги був відданий імператором Саксонії. В ході Тридцятилітньої війни місто було окуповане шведами і сильно зруйноване.
У 1816 місто внаслідок рішень Віденського конгресу Герліц увійшов до прусської провінції Сілезія. Це мало вирішальний вплив на політичний та суспільний розвиток міста. У 1833 році було запроваджено прусське міське право і місто зазнало новий період процвітання. У 1848 році місто було сполучене залізницею з Дрезденом, Берліном і Бреслау. Це сприяло швидкій індустріалізації. Численні споруди з того періоду досі визначають обличчя міста на південь від центру.
У 1945 році війська вермахту під час відступу підірвали всі мости через Нейсе, але місто в основному залишилося неушкодженим. За Потсдамською угодою місто ділиться на німецьку та польську частину Згожелець.

## Промисловість
У Герлиці розташований великий вагонобудівний завод VEB Waggonbau Görlitz, що зокрема поставляв пасажирські вагони до СРСР, а згодом до України. З 1998 року завод належить Bombardier Transportation.

## Визначні місця
Герліц, що має 4000 пам'яток історії і культури, вважається найбільшим за площею історичним міським центром Німеччини.
| Зображення | Назва й короткий опис | Розташування                                        | Митці                           | Дата спорудження |
| ---------- | --- | --------------------------------------------------- | ------------------------------- | ---------------- |
|            | Стара синагога Знаходиться на вулиці Langen Straße.                                                                              | Langenstraße                                        |                                 | 1853             |
|            | Капелла Анни | Annengasse / Steinstraße                            | Ганс Френцель                   | 1512             |
|            | Міст зі старого міста | На березі Нейсе неподалік від млина Vierradenmühle. | фірма Schultz-Brauns & Reinhart | 20 жовтня 2004   |
|            | Біблійний дім Назва походить від рельєфів на будинку, де зображені біблійні сцени.                                               | Neißstraße 29 02826 Görlitz                         | Ганс Гайнце                     | 1570             |
|            | Брунатний олень Про Брунатного оленя є згадка за 1403 рік, щоправда він був названий червоним оленем.                            | площа Untermarkt                                    |                                 | 1722             |
|            | Герб Корвіна Герб Матіаса Корвіна.                                                                                               | Стара Герліцька ратуша над сходами                  |                                 | 1488             |
|            | Товста вежа Товста вежа (також Жіноча вежа) є частиною старих фортифікаційних споруд міста.                                      | Маріенплац                                          |                                 | 1250             |
|            | Троїцька церква Побудована в 1234-1245 роках як монастирська церква францисканців на площі Обермаркт.                            | Обермаркт                                           | францисканці                    | 1234-1245        |
|            | Склепіння шепоту Готичне склепіння будинку № 22 на площі Унтермаркт передає найтихший шепіт з одного входу до іншого.            | Унтермаркт                                          |                                 | 1500             |
|            | Фрауенкірхе | вулиця An der Frauenkirche                          |                                 | 1473             |
|            | Френцельгоф У будинку поєднуються стилі ренесансу, готики й бароко.                                                              | Унтермаркт 5                                        | Ганс Френцель                   | 1515             |
|            | Золотий якір Ренесансний будинок.                                                                                                | вулиця Kränzelstraße 27                             |                                 | 1545             |
|            | Золоте дерево Один з найцікавіших будинків на площі Унтермаркт.                                                                  | Унтермаркт 4                                        | Вендель Роскопф                 | 1538             |
|            | Гімназія Августум | площа Klosterplatz                                  |                                 |                  |
|            | Єврейська баня Збереглася ванна величиною 2м². Розташована на глибині 5 м під Ніколайкірхе.                                      | вулиця Nikolaistraße 5                              |                                 | 1348             |
|            | Нова ратуша Споруджена в стилі неоренесансу в 1903 році.                                                                         | Унтермаркт                                          | Юрген Крегер                    | 1903             |
|            | Цвинтар Ніколайфрідгоф Перша згадка про цвинтар в документах XII століття.                                                       | Bogstraße                                           |                                 |                  |
|            | Ніколайкірхе | вулиця Bogstraße                                    | Вендель Роскопф                 | 1452             |
|            | Ніколайтурм Вежа Ніколайтурм є частиною давніх фортифікаційних споруд міста                                                      | вулиця Nikolaistraße                                |                                 | 1250             |
|            | Райхенбахська вежа Найвища з трьох вцілілих сторожових веж міста.                                                                | Обермаркт                                           | unbekannt                       | XIII століття    |
|            | Церква св. Петра і Павла Часто сприймається як символ міста.                                                                     | вулиця Bei der Peterskirche 02826 Görlitz‎           |                                 | 1497             |
|            | Стара ратуша | Унтермаркт 6                                        |                                 | 1369             |
|            | Ратушна вежа У 1511-1516 роках вежа була добудована до 60 м. 1742 року вежу зруйнувала блискавка. Відбудована Самуелем Зукертом. | Унтермаркт 6                                        |                                 | 1378             |
|            | Шенгоф Найстаріший світський ренесансний будинок на північ від Альп.                                                             | вулиця Brüderstraße 8                               | Вендель Роскопф                 | 1526             |
|            | Синагога Єдина в Саксонії синагога, що не була сплюндрована під час Кришталевої ночі в листопаді 1938 року.                      | Struvestraße 02826 Görlitz                          | Вільям Лоссо, Йозеф Голлер      | 1911             |
|            | Театр | площа Demianiplatz                                  |                                 | 1851             |

## Відомі жителі
- Якоб Беме — німецький філософ
- Йоганн Крістоф Бротце
- Карл Людвіг Кальбаум — психіатр
- Вільгельміна Герцліб — видавниця, подруга Гете

### Уродженці
- Міхаель Баллак (* 1976) — футболіст.
- Єнс Єреміс (* 1974) — футболіст.
- Райнгарт Козеллек (1923—2006) — німецький історик.
- Міхаель Кречмер (* 1975) — німецький політик, член ХДС, прем'єр-міністр федеральної землі Саксонії (з 2017).
- Міра Лобе (1913—1995) — дитяча австрійська письменниця й ілюстратор, автор понад сто книг.
- Оскар Морґенштерн (1902—1977) — американський економіст німецького походження.
- Павле Юрішич-Штурм (1848—1922) — сербський військовий діяч.
- Карл Моріц Шуман (1851—1904) — ботанік, куратор ботанічного саду та музею в Берліні, таксономіст.

## Міста-побратими
- Ам'єн
- Вісбаден
- Нові-Їчин
- Мольфетта
- Згожелець